# 22137 Annettelee
22137 Annettelee è un asteroide della fascia principale. Scoperto nel 2000, presenta un'orbita caratterizzata da un semiasse maggiore pari a 2,5284804 UA e da un'eccentricità di 0,1172019, inclinata di 1,70472° rispetto all'eclittica.